# الجامعة التربوية الوطنية
الجامعة التربوية الوطنية بالإنجليزية (Université Pédagogique Nationale) هي واحدة من أبرز المؤسسات التعليمية في كينشاسا، عاصمة جمهورية الكونغو الديمقراطية. تأسست الجامعة بهدف تعزيز التعليم والتدريب في مجالات التربية والعلوم الإنسانية، وتقديم برامج أكاديمية متخصصة تهدف إلى تطوير المهارات التعليمية والتربوية. 

## تاريخ
تم إنشاء المؤسسة بموجب المرسوم رقم 73 المؤرخ في 22 سبتمبر 1961م، وكانت تعرف آنذاك باسم المعهد التربوي الوطني في ليوبولدفيل. ويهدف إنشائها إلى سد النقص في المعلمين بعد الرحيل الجماعي للمدرسين البلجيكيين خلال الأزمة الكونغولية. فبعد طلب المساعدة من اليونسكو، قامت الحكومة الكونغولية بتعيين فريق من المعلمين المغتربين لتدريب أعضاء هيئة التدريس المؤهلين للتعليم الثانوي، وافتتح المعهد أبوابه في 5 دجنبر 1961م. 

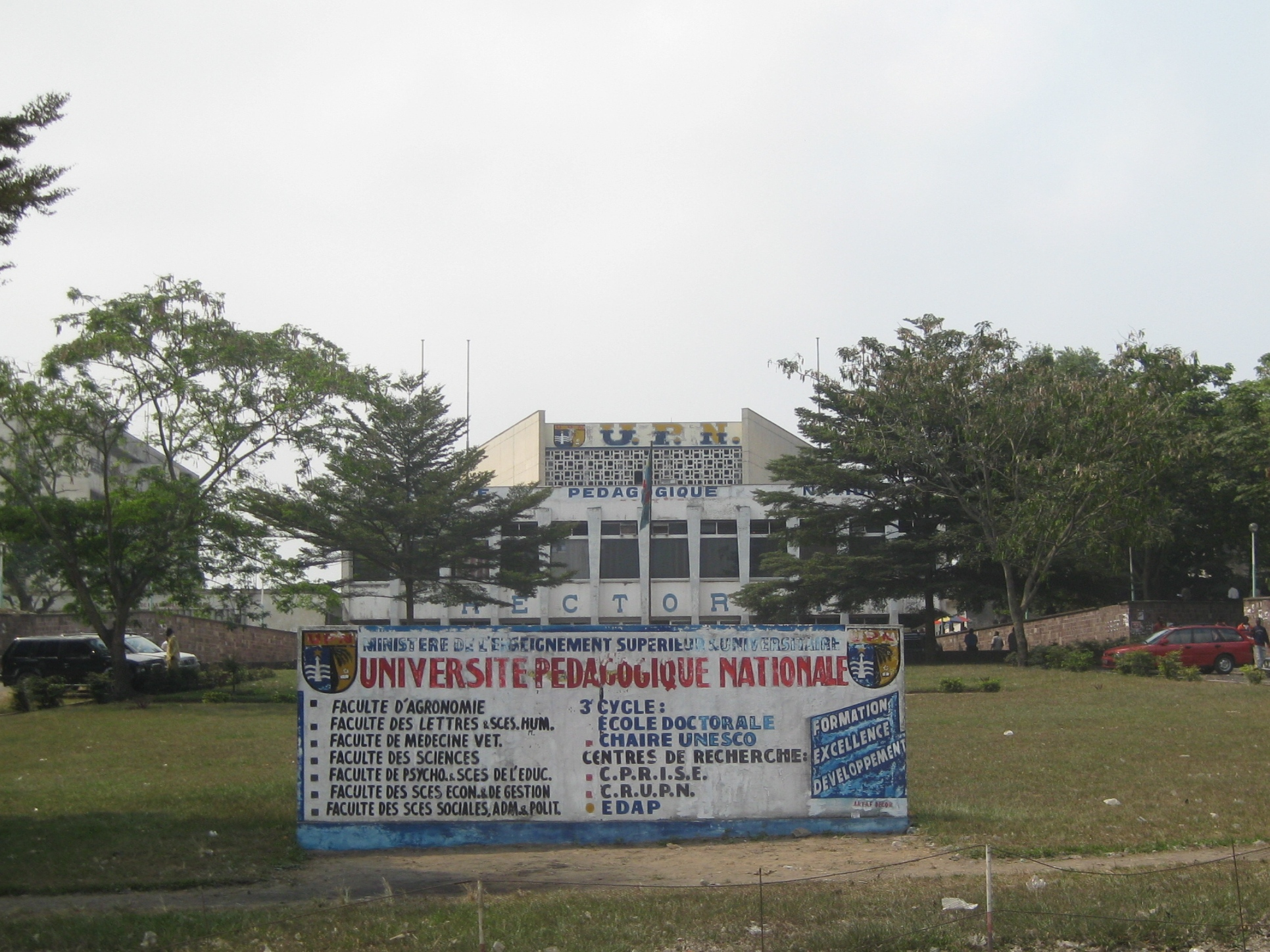
رئاسة جامعة UPN.

## الشخصيات ذات الصلة

### الخريجين الشهيرة
- جولييت مبامبو موغول، سياسية وناشطة كونغولية ؛
- اندريه كيمبوتا كان سياسى من الكونغو ؛
- ريتشارد موييج كان سياسى من الكونغو ؛
- زاكاري باباباسوي صحفي ونائب وطني منتخب سابق من كينشاسا.

### روابط خارجية
- الموقع الرسمي